# Ernesto Ramírez
Ernesto Ramírez (General Lamadrid, 12 de enero de 1930 - La Plata, 1 de septiembre de 1977), conocido por sus compañeros como “Semilla”, fue un trabajador Nodocente de la UNLP, militante y dirigente de la Asociación de Trabajadores de la Universidad Nacional de La Plata (ATULP), referente de su comunidad y reconocido por su larga trayectoria. Militó activamente desde 1956, cuando fue elegido como Delegado, hasta 1977, año en que fue desaparecido en un operativo dirigido por fuerzas militares, en el marco del terrorismo de Estado desplegado por la Junta Militar a partir del Golpe de Estado de 1976.
Su memoria y legado llegan hasta la actualidad. Fue nombrado Ciudadano Ilustre de la ciudad de La Plata en 2017, y actualmente existe un barrio planificado con viviendas destinadas a trabajadores no docentes en la ciudad de Berisso que lleva su nombre.

## Juventud y actividad sindical
Nació y vivió hasta su adolescencia en General Lamadrid, provincia de Buenos Aires. Se crio con su madre Anastasia Ramírez, quien trabajaba como empleada doméstica.
En su primera juventud militó en la Unión Cívica Radical, en la corriente sabatinista, y rápidamente se identificó con el Peronismo.
En 1952, inició su trabajo como no-docente al ingresar como peón en el Comedor Universitario. Cuatro años más tarde, en 1956, ya como mozo en el comedor, fue elegido por sus compañeros como delegado de la Asociación de Empleados de la Universidad. Se mantuvo muy activo durante estos años, elevando demandas de quienes representaba a las autoridades de la Universidad y asistiendo a las reuniones del Consejo Federal de la FATUN como representante gremial, entre otras cosas. En julio de ese año pasó a desempeñarse en la por entonces Escuela Superior de Bellas Artes como electricista, donde luego fue elegido nuevamente como delegado gremial.
Entre 1965 y 1975 fue Secretario General de la ATULP, siendo protagonista de un contexto marcado por la intervención militar (con la autodenominada Revolución Argentina entre 1966-1973) y una fuerte conflictividad social. Sus primeros años en función dan cuenta de esta situación. Asumió el cargo en el marco de una huelga no-docente de dos meses y, recién en 1967 y 1968, logró que el sindicato recuperara su local y obtuviera la personería gremial, respectivamente, ambas retiradas en 1966 por el Estado de facto.
Con la vuelta de la democracia y de Juan Domingo Perón, en el contexto de la llamada “primavera camporista”, su rol como dirigente de peso de la ATULP y de la región tomó un renovado vigor y llevó al estrechamiento de lazos con otros sindicatos y fuerzas políticas.
Participó activamente en la reconstrucción del Comedor Universitario luego del atentado de 1973, lugar donde no sólo había comenzado a trabajar, sino donde también había realizado sus primeros pasos en la actividad gremial. Llevó adelante la lucha por una Universidad al Servicio del Pueblo, tomando como puntos principales documentos trascendentales de la época como “Bases para una Nueva Universidad” y “La Participación de los Trabajadores en la Conducción de la Universidad”.
Su liderazgo contribuyó a la unificación de la Federación Argentina del Trabajador de las Universidades Nacionales (FATUN), hecho logrado el 26 de noviembre de 1973, en Tucumán; además de constituirse como referente político y sindical de la región.
En marzo de 1975 durante el gobierno de Isabel Martínez, el sindicato volvía a ser intervenido por orden del ministro de Educación, Oscar Ivanissevich. Esto ocurría en el marco de una radicalización de la política argentina, y en una profundización de la persecución hacia los sectores denominados como “subversivos” por las autoridades (por estos años, esta palabra pasó a ser moneda corriente para designar y criminalizar arbitrariamente a aquellos que militaban y/o protestaban por un cambio profundo en las formas y condiciones de vida de la sociedad, o que sólo no estaban de acuerdo con las autoridades militares). Sólo un año antes, en 1974, habían sido secuestrados y asesinados Rodolfo Francisco Achem y Carlos Alberto Miguel, compañeros de Semilla.
Luego del golpe de Estado de 1976, y con la organización intervenida por los militares, Ernesto Ramírez debió ocultarse para salvar su vida y poder continuar su lucha, ahora desde la clandestinidad.
La fecha de su detención y desaparición continúa al día de hoy sin confirmarse, algunos afirman que fue el 1 de abril y otros el 1 de septiembre del año 1977. Lo cierto es que fue secuestrado en su domicilio en un operativo ilegal a cargo del Primer Cuerpo del Ejército. No existen testimonios de su paso por algún centro clandestino de detención. Al día de hoy, Ernesto continúa desaparecido y su caso espera justicia.

## Reconocimientos
El legado de Ernesto “Semilla” Ramírez es bien recordado por aquellos que llegaron a conocerlo y por los que identifican en su figura un ejemplo a seguir. Su legajo fue restituido por integrantes de ATULP en el año 2016, marcando un antes y un después en la reparación de legajos de detenidos desaparecidos. Un tiempo después, en 2017, Semilla fue declarado ciudadano ilustre por la Municipalidad de La Plata y Raúl Archuby, Secretario General de ATULP, decía: “Semilla puso en lo más alto a nuestro gremio cuando transformó lo que era, en ese momento, una asociación de empleados en una asociación de trabajadores con personería gremial y una filiación directa con la CGT. Eso le costó la vida”.
Además de este reconocimiento, existe un barrio planificado con viviendas destinadas a trabajadores no docentes de la UNLP en la ciudad de Berisso que, a modo de homenaje, lleva el nombre de “Barrio Ernesto ‘Semilla’ Ramírez” (y que a su vez, está dedicado a la memoria de Rodolfo Francisco Achem y Carlos Alberto Miguel). Éste fue inaugurado oficialmente en 2022 y continúa con proyectos para su expansión. Todo esto da cuenta no sólo de la importancia que tuvo Ernesto “Semilla” Ramírez para la comunidad, sino también de la vigencia de su legado.